# 丸本百合子
丸本 百合子（まるもと ゆりこ、1949年1月1日 - ）は、日本の産婦人科医、フェミニスト。

## 来歴
1949年東京都文京区生まれ。1967年東洋英和女学院高等部卒業。1974年東京女子医科大学医学部卒業。1987年帝京大学医学博士。1974年東京厚生年金病院産婦人科勤務、1976年東京大学医学部附属病院分院産婦人科勤務、1982年医局長。1986年同愛記念病院産婦人科勤務などを経て、2000年1月から百合レディスクリニック院長。女性が自分の性とからだのことを自分自身で選択するためのテーマで、講演や著作活動を行っている。女性が「からだの主人公」になるための制度や法律を求める市民グループ「からだと性の法律をつくる女の会」に参加。

## 著書
- 『女性労働 働く女性の健康対策』労働基準調査会 ブックレット自治体労働と安全衛生 1992年 ISBN 978-4897822303
- 『からだを語ろう、女から女へ 性・仕事・子育て・私の居場所』広済堂出版 1993年
- 『更年期を生き生きと』時事通信社 1995年
- 『これだけは知っておきたい女の子のこころとからだ 12歳になったら読む本 少女から女性へ』おかべりかイラスト ゆうエージェンシー 1998 ISBN 978-4415006772
- 『からだを感じよう』クレヨンハウス 2002年 ISBN 978-4906379972
- 『PMS(月経前症候群)とうまくつきあう』保健同人社 2008年 ISBN 978-4832703681

### 共著・監修
- 『はたらく女の母性と健康 女性のいのちを美しく』岡村三穂,中野麻美共著 労働旬報社 ヒューマン・ネットワーク・シリーズ 1988
- 『私らしさで産む、産まない』青木やよひ共著 農山漁村文化協会 健康双書 1991
- 『産む/産まないを悩むとき 母体保護法時代のいのち・からだ』山本勝美共著 岩波ブックレット 1997
- 『共生・衡平・自律 21世紀の女の労働と社会システム ゼミナール』関西女の労働問題研究会編 竹中恵美子,大脇雅子共著 ドメス出版 1998
- 『更年期を美しく、らくに過ごす 専門医がすすめる食生活・美容・運動法』監修 女子栄養大学出版部 2001
- 『女の子・男の子思春期の性とからだの本 親が知っておきたいこと、子どもに知ってほしいこと』村瀬幸浩共著 ゆうエージェンシー 2006